# Graziler Leuchtaugenkärpfling
Der Grazile Leuchtaugenkärpfling oder Gefleckte Blauaugenkärpfling (Priapella bonita) ist eine höchstwahrscheinlich ausgestorbene Süßwasserfischart aus der Familie Poeciliidae. Er war endemisch in Mexiko.

## Beschreibung
Der Grazile Leuchtaugenkärpfling erreichte eine Länge von 5 bis 6 cm. Sein Körper war länglich und etwas komprimiert. Die Anzahl der Dorsalstrahlen betrug 7 bis 8, der Analstrahlen 9 und der Schuppenreihen auf der Seitenlinie 8 bis 32. An der Oberseite war er dunkel oliv und an der Unterseite weiß gefärbt. Jede Schuppe hatte einen hellen Rand, der Seitenstreifen entlang der Schuppenreihen bildete. Die Schwanzflosse hatte eine schwarze Spitze. In der Mitte des Schwanzstiels befand sich ein markanter schmaler dunkler Strahl, der beim Männchen ausgeprägter war als beim Weibchen. Die Iris war schwarz.

## Verbreitung
Er lebte im Río Motzorongo und im Río Refugio, zwei Zuflüssen des Río Papaloapan im mexikanischen Bundesstaat Veracruz.

## Aussterben
Sein Aussterben ist vermutlich auf eingeführte Fischarten und Lebensraumverlust zurückzuführen. 1982 wurde er zuletzt nachgewiesen.